# Poème du cante jondo
Poema del cante jondo
Poème del cante jondo (en espagnol : Poema del cante jondo) est une œuvre poétique de Federico García Lorca écrite en 1921 et publiée en 1931. 
Elle est considérée comme un hommage au cante jondo, type de chant andalou issu du flamenco, et comme un des exemples de l'amitié et la collaboration artistique de Lorca avec le compositeur espagnol Manuel de Falla.

## Historique
Lorca débute l'écriture des poèmes dès 1921, à l'occasion de de la préparation du Concours de Cante Jondo qu'il organise avec Manuel de Falla. L'événement, qui se déroule à Grenade en juin 1922, marque l'histoire de la musique andalouse.
Poème del cante jondo, héritage de ce projet reflète la vision lorquienne fondamentalement tragique du peuple andalou, évoquant tour à tour la tristesse, la douleur, l'amour et la mort. L'œuvre est également considérée comme un hommage à la mémoire et la culture gitanes, quelques années avant la publication du classique de Lorca, Romancero gitan (1928).

## Composition
- Poema del cante jondo (Poème du chant profond) ;
- Baladilla de los tres ríos (Petite ballade des trois rivières) ;
- Paisaje (Paysage) ;
- El paso de la Siguiriya (Le pas de la Siguiriya) ;
- Pueblo (Village) ;
- Ay ! ;
- Sorpresa (Surprise) ;
- Poème de La Solea  (poème de la Solea);
- Cueva (Caverne) ;
- Alba (Aube) ;
- Arqueros (Archers) ;
- Sevilla (Séville) ;
- Paso ;
- Poème de La Saeta   (poema de la Saeta);
- Balcon ;
- La Lola ;
- Amporo ;
- Muerte de la Petenera ;
- Lamentación de la muerte (Lamentation de la mort)[3].